# Світова література
Світова́ літерату́ра — сукупність літератур усіх народів світу від давнини до сьогодення. Зародження літератури в кожній країні пов'язане з виникненням писемності й художньої творчості в царині мистецтва слова, що відбувалося неодночасно в різних регіонах, державах тощо. Література кожного народу має свою національну й художню своєрідність, але вона сприймає досягнення літератур інших країн і розвивається у взаємодії з ними, запозичуючи окремі елементи (факти, ідеї, поетичні форми тощо). Тому як поняття всесвітня література була усвідомлена лише в XIX ст., коли особливо поширилися літературні зв'язки різних країн. 
- В ширшому значенні цей термін означає всю літературу, створену в будь-якій точці світу від початку існування людської цивілізації.
- У вужчому сенсі — це узагальнена концепція літератур, створених різними мовами, які класифікуються так: Європо-орієнтована література, література за жанрами, література континентів, література націй, і так далі.

## Походження терміна
Творцем терміна «світова література» офіційно вважають Йоганна Вольфганга фон Ґете, який у 1827 році вжив німецький вислів Weltliteratur. Але концепція терміна набагато старша (Вольтер, Віко, Лейбніц). Однак саме Гете звертав увагу на загальні тенденції розвитку, взаємозв'язки та характерні специфічні особливості кожної з національних літератур, їх здобутки, спираючись на творчість визначних письменників, які презентують певні літературні явища різних періодів (античність, Середньовіччя тощо), регіонів (Західна Європа, Близький Схід тощо) конкретно зазначених країн.
Ґете був у захваті від виконання робіт Тассо в Франції, стверджуючи, що літературу не повинні обмежувати народи. З 1827 до 1832 року в різних дискусіях і бесідах з Еккерманом не встановлено ідею світової літератури, і його ідеї були під впливом Гердера, який між 1874–1891 роками опублікував дискусійні ідеї для філософії історії людства.

## Історія
У 1894 році в Німеччині з'являється в перше «Історія світової літератури». В англо-американських колах з'являється термін порівняльне літературознавство («Порівняльне літературознавство», 1952), французькою мовою littérature générale («Загальна література», 1935) та італійською storia universale (1933). У 1899 році була створена перша кафедра порівняльної літератури в США, і в 1930 році став міжнародно визнаним для науковою дисципліною.

## Особливості
До певного часу літературний процес у кожній країні мав відносно замкнений, суто національний характер. Але з розвитком економічних та культурних зв'язків із багатьох національних і місцевих літератур утворюється одна всесвітня література. Всесвітній літературний процес зумовлений розвитком різних національних літератур, які мають власну своєрідність, але водночас існують загальні закономірності, притаманні літературі загалом.
Мова звільнилася від будь-якого «природного», традиційного та стилістичного зв'язку, і канонізується як «літературна». Перший розворот охоплює древню індійську і перську літератури, а пізніше середньовічну літературу і усну літературу багатьох народів.
Важливу роль у літературному процесі відіграє взаємодія літератури з іншими видами мистецтва, з культурними та суспільними явищами, з наукою, філософією. Історія літератури тісно пов'язана з історією суспільства, однак їй притаманні власні, внутрішні закони розвитку.
Розвиток і функціонування літературного процесу відбувається як за певної епохи, так і впродовж усієї історії нації, країни, світу. В історії світової літератури відомі кілька етапів розвитку.

## Етапи розвитку світової літератури
1. Міфологія, усна народна творчість
2. Антична література (VIII ст. до н. е. — V ст. н. е.)
3. Література доби Середньовіччя (V–XV ст.)
4. Література доби Відродження (XV–XVII ст.)
5. Література XVII ст.: бароко і класицизм
6. Література доби Просвітництва (кінець XVII — XVIII ст.): просвітницький реалізм, просвітницький класицизм, сентименталізм, рококо
7. Література XIX ст.: романтизм і реалізм
8. Література кінця XIX — другої половини XX ст.: модернізм (паралельно розвиваються інші напрями — реалізм, романтизм)
9. Література останньої третини XX — початку XXI ст.: постмодернізм, розвиток інших напрямів